# Muhlenbergia plumbea
Muhlenbergia plumbea là một loài thực vật có hoa trong họ Hòa thảo. Loài này được (Trin.) Hitchc. mô tả khoa học đầu tiên năm 1913.